# Grevillea halmaturina
Grevillea halmaturina är en tvåhjärtbladig växtart. Grevillea halmaturina ingår i släktet Grevillea och familjen Proteaceae.

## Underarter
Arten delas in i följande underarter:
- G. h. halmaturina
- G. h. laevis